# 1945年のNFLドラフト
1945年のNFLドラフト（1945ねんのNFLどらふと）は、1945年4月8日に開催された第10回目のNFLドラフト。ニューヨークマンハッタンのコモドアホテルで開催された。

## 主な指名選手
ドラフト全体1位では、ジョージア大学のチャーリー・トリッピが指名された。
2巡と4巡は5チームのみに指名権が与えられた。
2巡のジャック・ダガーはNBLのシラキュース・ナショナルズでもプレーした。
3巡のアルヴィン・ダークはMLBの名遊撃手で、現役引退後はMLBの複数球団で監督を務めた。
5巡のジョニー・ストリジカルスキーは、この年ボストン・ヤンクスから指名されたが入団せず、翌年のドラフト1巡全体6位で指名を受けた。

## 指名選手一覧

### 1巡指名選手
| 指名順位 | チーム                       | 選手名                 | ポジション           | 出身大学                             |
| 1        | シカゴ・カージナルス         | チャーリー・トリッピ   | ハーフバック         | ジョージア大学                       |
| 2        | ピッツバーグ・スティーラーズ | ポール・デュハート     | フルバック           | フロリダ大学                         |
| 3        | ブルックリン・タイガース     | ジョー・レンフロー     | バック               | テュレーン大学                       |
| 4        | ボストン・ヤンクス           | エディー・プロコップ   | バック               | ジョージア工科大学                   |
| 5        | クリーブランド・ラムズ       | エルロイ・ハーシュ     | フランカー           | ミシガン大学                         |
| 6        | デトロイト・ライオンズ       | フランク・シマンスキー | センター             | ノートルダム大学                     |
| 7        | シカゴ・ベアーズ             | ドン・ランド           | バック               | ミシガン大学                         |
| 8        | ワシントン・レッドスキンズ   | ジム・ハーディ         | クォーターバック     | コルゲート大学                       |
| 9        | フィラデルフィア・イーグルス | ジョン・ヨナコー       | ディフェンシブエンド | カンザス大学                         |
| 10       | ニューヨーク・ジャイアンツ   | エルマー・バーバー     | クォーターバック     | セントメリーズカレッジカリフォルニア |
| 11       | グリーンベイ・パッカーズ     | ウォルト・シリンクマン | フルバック           | パデュー大学                         |

### 2巡以降の主な指名選手
| 指名順位 | チーム                       | 選手名                       | ポジション             | 出身大学             |
| 12       | ピッツバーグ・スティーラーズ | ジャック・ダガー             | エンド                 | オハイオ州立大学     |
| 14       | シカゴ・カージナルス         | ポール・コリンズ             | バック                 | ミズーリ大学         |
| 16       | クリーブランド・ラムズ       | ミラン・タゼティッチ         | タックル               | ミシガン大学         |
| 18       | シカゴ・カージナルス         | ドン・カリバン               | エンド                 | ボストンカレッジ     |
| 20       | ボストン・ヤンクス           | デイモン・タソス             | ガード                 | テキサスA&M大学      |
| 23       | ワシントン・レッドスキンズ   | トゥリー・アダムス           | タックル               | ノートルダム大学     |
| 25       | フィラデルフィア・イーグルス | アルヴィン・ダーク           | バック                 | LSU                  |
| 32       | クリーブランド・ラムズ       | ジャック・ジリー             | エンド                 | ノートルダム大学     |
| 33       | ピッツバーグ・スティーラーズ | チャック・メヘリック         | エンド                 | デュケイン大学       |
| 36       | ボストン・ヤンクス           | ジョニー・ストリジカルスキー | バック                 | マーケット大学       |
| 41       | フィラデルフィア・イーグルス | ピート・ピホス               | エンド                 | インディアナ大学     |
| 44       | ブルックリン・タイガース     | ディック・バーウィガン       | ガード                 | パデュー大学         |
| 51       | ワシントン・レッドスキンズ   | ジョニー・ノース             | エンド                 | ヴァンダービルト大学 |
| 61       | ワシントン・レッドスキンズ   | ジョン・ステバー             | ガード                 | ジョージア大学       |
| 62       | デトロイト・ライオンズ       | マイク・ジャーモラク         | タックル               | テンプル大学         |
| 81       | クリーブランド・ラムズ       | ディック・ハフマン           | タックル               | テネシー大学         |
| 85       | フィラデルフィア・イーグルス | フォレスト・ホール           | バック                 | サンフランシスコ大学 |
| 103      | クリーブランド・ラムズ       | トム・フィアーズ             | エンド                 | UCLA                 |
| 117      | ワシントン・レッドスキンズ   | ポール・マッキー             | エンド                 | シラキュース大学     |
| 127      | ワシントン・レッドスキンズ   | チャーリー・コナーリー       | クォーターバック       | ミシシッピ大学       |
| 145      | ピッツバーグ・スティーラーズ | ジョージ・コナー             | タックル               | ノートルダム大学     |
| 148      | デトロイト・ライオンズ       | ウィンデル・ウィリアムズ     | エンド                 | ライス大学           |
| 150      | ワシントン・レッドスキンズ   | エディー・セインズ           | バック                 | USC                  |
| 154      | シカゴ・カージナルス         | ジョン・キャナディ           | バック                 | インディアナ大学     |
| 166      | ブルックリン・タイガース     | アーニー・ワインマイスター   | ディフェンシブタックル | ワシントン大学       |
| 169      | クリーブランド・ラムズ       | ディック・ホーナー           | バック                 | アイオワ大学         |
| 178      | ピッツバーグ・スティーラーズ | アレックス・ウィズビッキ     | バック                 | ホーリークロス大学   |
| 182      | シカゴ・ベアーズ             | ジム・キーン                 | エンド                 | アイオワ大学         |
| 194      | デトロイト・ライオンズ       | クライド・ルフォース         | バック                 | タルサ大学           |
| 195      | フィラデルフィア・イーグルス | ジョー・スペンサー           | タックル               | オクラホマA&M大学    |
| 215      | シカゴ・ベアーズ             | ウォルト・スティッケル       | タックル               | ペンシルベニア大学   |
| 263      | グリーンベイ・パッカーズ     | ノーラン・ルーン             | エンド                 | タルサ大学           |
| 290      | クリーブランド・ラムズ       | パット・ウェスト             | バック                 | USC                  |
| 318      | グリーンベイ・パッカーズ     | ハミルトン・ニコルズ         | ガード                 | ライス大学           |

### ドラフト外入団の主な選手
| チーム                       | 選手名               | ポジション | 出身大学           |
| クリーブランド・ラムズ       | ドン・グリーンウッド | B          | ミズーリ大学       |
| グリーンベイ・パッカーズ     | ケン・キューパー     | B          | ジョージア大学     |
| フィラデルフィア・イーグルス | ベン・アガジャニアン | K          | ニューメキシコ大学 |
| ワシントン・レッドスキンズ   | スティーブ・バガラス | HB         | ノートルダム大学   |
| ワシントン・レッドスキンズ   | アル・ロロタイ       | OG         | ウィーバー大学     |

## 殿堂入り選手
この年のドラフトで指名された選手のうち、5名、ドラフト外入団の1名がプロフットボール殿堂入りを果たしている。
- チャーリー・トリッピ - 1968年殿堂入り
- エルロイ・ハーシュ - 1968年殿堂入り
- ピート・ピホス - 1970年殿堂入り
- トム・フィアース - 1970年殿堂入り
- アーニー・ワインマイスター - 1984年殿堂入り